# Droga wojewódzka nr 924
Droga wojewódzka nr 924 (DW924) – droga wojewódzka łącząca Kuźnię Nieborowską z Żorami.

## Miejscowości leżące przy trasie DW924
- Kuźnia Nieborowska (DW921)
- Knurów
- Czuchów
- Czerwionka-Leszczyny
- Stanowice (proj. A1, DW925)
- Szczejkowice
- Żory (DK81, DW935)